# Кулик, Григорий Иванович
Григо́рий Ива́нович Кули́к (28 октября [9 ноября] 1890, Дудниково — 24 августа 1950, Москва) — советский военачальник, Маршал Советского Союза.
Член ВКП(б) (1917—1945), член ЦК ВКП(б) (1939—1942). Избирался депутатом Верховного Совета СССР. 24 августа 1950 года осуждён по обвинению в «организации заговорщической группы для борьбы с Советской властью» и расстрелян. После смерти Сталина реабилитирован за отсутствием состава преступления.

## Ранняя биография
Родился в крестьянской семье на хуторе Дудниково Полтавской губернии. Украинец. Окончил четыре класса школы.
В 1905 году присутствовал на судебном процессе, где его старшего брата за участие в забастовке приговорили к тюремному заключению. После чего сблизился с революционерами, участвовал в тайных собраниях, прятал нелегальную литературу и оружие. После раздела отцовского участка земли между братьями (Григорий был младшим сыном в семье) обрабатывал свой участок, оставшись жить с матерью.

## Первая мировая и Гражданская войны
На военной службе в Русской императорской армии с ноября 1912 года. В начале 1913 года вступил в нелегальную революционную организацию, но с началом войны утратил связи с социалистами. В составе артиллерийских частей принимал участие в Первой мировой войне, награждён Георгиевским крестом 4-й степени «за то, что 19.04.1915, находясь на выдвинутом вперед взводе при д. Мецина Мала, под сильным действительным артиллерийским и ружейным огнём, отбивался от наступающих германцев до последнего патрона, с установкой на картечь, оказывая поддержку пехоте». Прошёл путь от рядового до старшего фейерверкера (старший унтер-офицер). После Февральской революции избран последовательно председателем солдатского комитета батареи, дивизиона, бригады, дивизии, послан делегатом на съезд представителей частей Западного фронта. За агитацию против организованного командованием наступления в июне 1917 года был арестован, но вскоре освобождён под давлением солдат.
В ноябре 1917 года вступил в партию большевиков и с группой вооружённых солдат покинул фронт. Возвратился на родину, где сформировал красногвардейский отряд, воевал с германскими частями и гайдамаками. В составе этого отряда в 1918 году вступил в действующую на Украине 5-ю Красную армию, которой командовал К. Е. Ворошилов. Был избран командующим артиллерией 5-й, затем, последовав вслед за К. Ворошиловым, 10-й и 14-й армий. Принимал участие в боях на Донбассе (у станции Родаково), затем обороне Царицына (во время которой познакомился с И. В. Сталиным), будучи некоторое время начальником гарнизона г. Харькова и губернским военным комиссаром, — в ликвидации антисоветских выступлений в Белгороде, Сумах, Харькове, на Дону. За участие в подавлении Григорьевского восстания в мае 1919 года награждён орденом Красного Знамени. С июня 1920 года — начальник артиллерии 1-й Конной армии, в составе которой участвовал в боях против войск Деникина, Врангеля, в Советско-польской войне. В 1921 году за заслуги на этом посту награждён вторым орденом Красного Знамени, к юбилею обороны Царицына (1930) — третьим.

## Карьера в межвоенный период
С июня 1921 года — начальник артиллерии Северо-Кавказского военного округа. 27 июля 1924 года окончил Военно-академические курсы высшего комсостава РККА., помощник Инспектора Артиллерии и Броневых сил РККА. С 1925 года — заместитель председателя Военно-промышленного комитета ВСНХ. В 1926—1929 годах начальник Главного артиллерийского управления РККА (ГАУ РККА). Командир Московской Пролетарской дивизии (01.07.1930 — 14.10.1930). В 1930 году поступил в Военную академию РККА имени М. В. Фрунзе. После окончания в 1932 году для приобретения командного опыта назначен командиром-комиссаром 3-го стрелкового корпуса.
В 1936 году под псевдонимом «Генерал Купер» принимал участие в гражданской войне в Испании в качестве военного советника командующего Мадридским фронтом. Однако в мае 1937 года вернулся в СССР, где с 23 мая по предложению И. В. Сталина вновь занял пост начальника Артиллерийского Управления РККА (с 1940 — Главное Артиллерийское управление Красной армии (ГАУ КА)), сменив на нём арестованного за день до того Н. А. Ефимова. Принимал активное участие в проходившем 1—4 июня заседании Военного Совета при наркоме обороны по делу М. Н. Тухачевского. 14 июня Г. И. Кулику было присвоено очередное воинское звание командарм 2-го ранга. В 1938 году вместе с начальником Автобронетанкового управления Дмитрием Павловым, его помощником Павлом Аллилуевым и комиссаром ГАУ Георгием Савченко обратился с письмом к И. В. Сталину с выражением беспокойства по поводу продолжения репрессий против комсостава, заявив, что они подрывают боеспособность РККА.

«Г. И. Кулик был человеком малоорганизованным, много мнившим о себе, считавшим все свои действия непогрешимыми. Часто было трудно понять, чего он хочет, чего добивается. Лучшим методом своей работы он считал держать в страхе подчинённых. Любимым его изречением при постановке задач и указаний было: „Тюрьма или ордена“. С утра обычно вызывал к себе множество исполнителей, очень туманно ставил задачи и, угрожающе спросив „Понятно?“, приказывал покинуть кабинет. Все, получавшие задания, обычно являлись ко мне и просили разъяснений и указаний».
— Главный маршал артиллерии Н. Н. Воронов

В январе 1939 года назначен заместителем Наркома обороны СССР (в то время наркомом был К. Е. Ворошилов), ему присвоили звание командарма 1-го ранга. Летом во главе комиссии прибыл в район боёв на реке Халхин-Гол для помощи комкору Г. К. Жукову в вопросах применения артиллерии. Его попытки вмешиваться в командование войсками 1-й армейской группы (в критический момент боя предложил Г. К. Жукову отвести артиллерийские части с плацдарма на восточном берегу реки Халхин-Гол в районе горы Баин-Цаган) привели к тому, что 15 июля нарком обороны объявил в телеграмме своему заместителю выговор и отозвал его в Москву.
В сентябре 1939 года на него была возложена задача по координации действий Украинского и Белорусского фронтов, осуществлявших операцию по присоединению Западной Белоруссии и Западной Украины к СССР.
Как заместитель наркома обороны СССР принимал участие в подготовке армейских и артиллерийских частей к советско-финской войне. По заявлению Н. С. Хрущёва, командовал провокационным обстрелом советской деревни Майнила, известному как «Майнильский инцидент», послуживший формальным поводом начала советско-финской войны 1939—1940.
Указом Президиума Верховного Совета СССР от 21 марта 1940 года «за образцовое выполнение боевых заданий командования на фронте борьбы с финской белогвардейщиной и проявленные при этом отвагу и геройство» командарму 1-го ранга Кулику Григорию Ивановичу присвоено звание Героя Советского Союза с вручением ордена Ленина и медали «Золотая Звезда».
Присвоение Г. И. Кулику 7 мая 1940 года звания Маршала Советского Союза (№ 7) стало пиком его военной и политической карьеры.
19 июня 1941 года освобождён от должности начальника ГАУ РККА.

## Великая Отечественная война
В первые же дни Великой Отечественной войны Г. И. Кулик был отправлен на помощь командованию Западного фронта. 23 июня вылетел в Белосток, чтобы руководить действиями 3-й и 10-й армий и организовать контрудар силами конно-механизированной группы. Выехал на передовую, где 25 июня вместе с войсками 10-й армии попал в окружение, лишился связи, переоделся в крестьянскую одежду. Ему удалось встретить организованно выходящий из немецкого тыла отряд пограничников, с которым он вышел через линию фронта к своим только спустя две недели.

Непонятно поведение Зам. Наркома Обороны маршала КУЛИК. Он приказал всем снять знаки различия, выбросить документы, затем переодеться в крестьянскую одежду, и сам переоделся в крестьянскую одежду. Сам он никаких документов с собой не имел, не знаю, взял ли он их с собой из Москвы. Предлагал бросить оружие, а мне лично ордена и документы, однако кроме его адъютанта, майора по званию, фамилию забыл, никто документов и оружия не бросил. Мотивировал он это тем, что, если попадёмся к противнику, он примет нас за крестьян и отпустит.
Перед самым переходом фронта т. КУЛИК ехал на крестьянской подводе по той самой дороге, по которой двигались немецкие танки, … и только счастливая случайность спасла нас от встречи с немцами. Маршал т. КУЛИК говорил, что хорошо умеет плавать, однако переплывать реку не стал, а ждал, пока сколотят плот.
Начальник 3-го отдела 10-й армии полковой комиссар (ЛОСЬ)
13 июля 1941 года. гор. Москва
— 
Вернувшись в Москву, возглавил созданную при наркоме обороны специальную группу по формированию новых стрелковых, танковых и артиллерийских частей (с 28 июля — Главное управление формирования и комплектования войск [Главупраформ]). Однако 6 августа был снят с должности «ввиду неудовлетворительности работы на этом посту».
17 июля 1941 года начальник 3-го управления НКО СССР майор государственной безопасности А. Н. Михеев направил на имя Г. М. Маленкова документы с многочисленными обвинениями в адрес Кулика («явно шпионское окружение по линии бывшей жены», «вредительская деятельность на посту начальника ГАУ по срыву снабжения РККА всеми видами вооружения», «причастность к антисоветскому заговору» на основании показаний расстрелянных несколько лет назад С. П. Урицкого и Г. И. Бондаря, восхваление немецкой армии и трусость в окружении). Документ завершался предложением немедленно арестовать Кулика.
В сентябре 1941 г. принял командование 54-й отдельной армией, которая с момента переброски на северо-западное направление занимала оборону по правому берегу реки Волхов. Г. К. Жуков, приступивший 14 сентября к обязанностям командующего Ленинградским фронтом, поставил перед командованием 54-й армии задачу перейти в скорейшее наступление в районе ст. Мга для прорыва блокады Ленинграда, выделив лишь незначительные силы для наступления. При этом командующий Ленинградским фронтом постоянно требовал от Г. И. Кулика предпринять неподготовленное наступление, надеясь, что тот сумеет выполнить поставленную задачу самостоятельно. Операция по форсированию Невы и наступление 54-й армии закончились провалом. 26 сентября армия была переподчинена Ленинградскому фронту, а командующим её вместо Г. И. Кулика был назначен генерал-лейтенант М. С. Хозин. В октябре Г. И. Кулику было поручено формирование 56-й отдельной армии, направленной на защиту Ростова-на-Дону. 9 ноября 1941 года личным распоряжением И. В. Сталина направлен в Керчь на помощь командованию 51-й армии. Войска, которые он получил в подчинение, находились в плачевном состоянии — большинство дивизий имело по 300 бойцов. Удержать позиции не представлялось возможным, 12 ноября дал команду эвакуировать военную технику из Крыма, а 16 ноября Керчь была сдана. После смерти И. В. Сталина Главная военная прокуратура, изучавшая дело Г. И. Кулика, запросила мнение Генерального штаба относительно обстоятельств сдачи Керчи в ноябре 1941 года. «Изучение имеющихся документов, — ответил прокуратуре Генштаб, — показывает, что в сложившихся условиях командование войсками керченского направления, а также бывший Маршал Советского Союза Г. И. Кулик с наличными и притом ослабленными силами и средствами удержать город Керчь и изменить ход боевых действий в нашу пользу не могли…» 19 ноября, после того, как эвакуированные из Крыма войска заняли оборонительные позиции на Таманском полуострове, Кулик в качестве представителя Ставки на Южном фронте отбыл в Ростов-на-Дону. На следующий день — 20 ноября 1941 года немецкие войска вошли в город. После очередной неудачи отозван в Москву.
6 февраля 1942 года И. В. Сталин подписал постановление ГКО СССР № 1247сс «О тов. Кулике Г. И.», которым было приказано привлечь к суду маршала Г. И. Кулика и передать его дело Прокурору СССР. Основаниями для предания суду было указано неисполнение Куликом приказов по удержанию Керчи во что бы то ни стало, санкционирование им сдачи Керчи противнику и паникёрского поведения, повлекшего деморализацию войск, было также упомянуто и пораженческое поведения Кулика при сдаче немцам Ростова.
13 февраля 1942 года Сталиным было подписано новое постановление ГКО № 1276сс «О составе суда для рассмотрения дела по обвинению маршала Советского Союза Кулик Г. И.». Для рассмотрения дела были утверждены: председатель суда — В. В. Ульрих; члены суда — П. А. Артемьев, Е. А. Щаденко; секретарь — А. А. Батнер. Дело предписывалось рассмотреть в закрытом заседании суда, без вызова свидетелей и без участия сторон обвинения и защиты, в присутствии Прокурора СССР. 16 февраля 1942 года Специальным присутствием Верховного Суда СССР Маршал Советского Союза Кулик Г. И. был обвинён по статье 193-21 п. «б» Уголовного кодекса РСФСР в воинском должностном преступлении, а именно, что он в ноябре 1941 года, являясь уполномоченным Ставки Верховного Главнокомандования на Керченском направлении, вопреки приказу Ставки, отдал войскам распоряжение об оставлении города Керчи. Суд признал Г. И. Кулика виновным и возбудил ходатайство перед Президиумом Верховного Совета СССР о лишении Кулика Г. И. воинского звания Маршала Советского Союза, звания Героя Советского Союза и всех правительственных наград.
В соответствии с этим приговором Президиум Верховного Совета СССР 19 февраля 1942 года принял указ, которым Г. И. Кулик был лишён звания Героя Советского Союза, трёх орденов Ленина, трёх орденов Красного Знамени и других наград, лишён звания Маршала Советского Союза. В том же месяце он был освобождён от обязанностей заместителя народного комиссара обороны СССР. Постановлением Пленума ЦК ВКП(б) от 24 февраля 1942 года исключён из состава ЦК ВКП(б).
Постановлением Совета Народных Комиссаров Союза ССР от 17 марта 1942 года Кулику Г. И. было присвоено воинское звание генерал-майора.
Из приказа Народного комиссара обороны СССР от 2 марта 1942 года:

Кулик Г. И., бывший Маршал, Герой Советского Союза и заместитель наркома обороны, будучи в ноябре 1941 года уполномоченным Ставки Верховного Главнокомандования по Керченскому направлению, вместо честного и безусловного выполнения приказа Ставки «удержать Керчь во что бы то ни стало и не дать противнику занять этот район», самовольно, в нарушение приказа Ставки и своего воинского долга без предупреждения Ставки, отдал 12 ноября 1941 года преступное распоряжение об эвакуации из Керчи в течение двух суток всех войск и оставлении Керченского района противнику, в результате чего и была сдана Керчь 15 ноября 1941 года.
Кулик, по прибытии 12 ноября 1941 года в город Керчь, не только не принял на месте решительных мер против панических настроений командования крымских войск, но своим пораженческим поведением в Керчи только усилил панику и деморализацию в среде командования крымских войск.
Такое поведение Кулика не случайно, так как аналогичное его пораженческое поведение имело место также при самовольной сдаче в ноябре 1941 года города Ростова, без санкции Ставки и вопреки приказу Ставки.
Кроме того, как установлено, Кулик во время пребывания на фронте систематически пьянствовал, вёл развратный образ жизни и злоупотреблял званием Маршала Советского Союза и заместителя наркома обороны, занимался самоснабжением и расхищением государственной собственности, растрачивая сотни тысяч рублей на пьянки из средств государства и внося разложение в ряды нашего начсостава. Кулик Г. И., допустив в ноябре 1941 года самовольную сдачу противнику городов Керчи и Ростова, нарушил военную присягу, забыл свой воинский долг и нанёс серьёзный ущерб делу обороны страны. Дальнейшие боевые события на Южном и Крымском фронтах, когда в результате умелых и решительных действий наших войск Ростов и Керчь вскоре же были отбиты у противника, со всей очевидностью доказали, что имелась полная возможность отстоять эти города и не сдавать их врагу. Преступление Кулика заключается в том, что он никак не использовал имеющихся возможностей по защите Керчи и Ростова, не организовал их оборону и вёл себя как трус, перепуганный немцами, как пораженец, потерявший перспективу и не верящий в нашу победу над немецкими захватчиками.
За все эти преступные действия Государственный Комитет Обороны отдал Кулика Г. И. под суд.
Специальное присутствие Верховного Суда СССР установило виновность Кулика Г. И. в предъявленных ему обвинениях. На суде Кулик Г. И. признал себя виновным.
— 
С марта 1942 года находился в распоряжении наркома обороны СССР. 15 апреля 1943 года был повышен в воинском звании до генерал-лейтенанта и назначен командующим 4-й гвардейской армией, входившей в состав Степного военного округа. С началом преобразования округа в Степной фронт армия была выведена в резерв Ставки. С 19 по 23 июля на время боёв на белгородско-харьковском направлении армия воевала в составе Степного фронта. Затем до августа вновь в резерве. С включением 13 августа 1943 года армии в состав Воронежского фронта она приняла участие в Белгородско-Харьковской стратегической наступательной операции.

Для усиления Воронежского фронта … Ватутину передали 4-ю гвардейскую армию Г. И. Кулика. С горьким чувством вспоминаю я этого человека. В начале войны он неудачно выполнял задания Ставки на Западном направлении, потом так же плохо командовал одной из армий под Ленинградом. В силу своих отрицательных личных качеств он не пользовался уважением в войсках и не умел организованно руководить действиями войск…
— 
Однако долго руководить боевыми действиями ему не пришлось — уже в сентябре он был отстранён от командования армией и переведён в распоряжение Главного управления кадров.

18 августа противник нанёс контрудар из района Ахтырки. Для его ликвидации в сражение была дополнительно введена 4-я гвардейская армия, прибывшая из резерва Ставки. Командовал ею генерал Г. И. Кулик. К сожалению, он плохо справлялся со своими обязанностями, и вскоре его пришлось освободить от командования.
— Четырежды Герой Советского Союза  Маршал Советского Союза  Жуков Г.К.  Воспоминания и размышления. Третье издание. Том 2 — М: Агентство Печати Новости, 1978. — С.165.
С января 1944 по апрель 1945 года Кулик был заместителем начальника Главного управления формирования и укомплектования РККА. За выслугу лет 3 ноября 1944 года награждён четвёртым орденом Красного Знамени. Постановлением секретариата Президиума Верховного Совета СССР от 3 июня 1944 года восстановлен в правах на награды. 21 февраля 1945 года за выслугу лет награждён четвёртым орденом Ленина. Свою неудачную карьеру, по всей видимости, не считал своей виной, и его недовольство вскоре надоело высшему руководству страны. Кампания против Г. И. Кулика началась со сбора компромата: уже 28 февраля 1945 года в докладной записке на имя заместителя наркома обороны Н. А. Булганина член военного совета главка, в котором тогда работал Г. И. Кулик, сообщал:

Кулик привёз с фронта пять легковых машин, двух племенных коров, незаконно использовал красноармейцев на строительстве личной дачи под Москвой.
Кроме этого, по сообщению главного военного прокурора, присвоил себе в Крыму дачу с имуществом — мебелью, посудой и т. д. без оплаты стоимости. Для охраны дачи выставил часового — бойца погранотряда Субботина.

12 апреля 1945 года приказом народного комиссара обороны № 069 Г. И. Кулика сняли с работы «за бездеятельность» (то есть за «пьяные беседы»). 27 апреля 1945 года на заседании Комитета партийного контроля (КПК) у Г. И. Кулика был отобран партийный билет, но протокол заседания КПК об исключении его из партии в архивах КПК не обнаружен. Постановлением Совета Народных Комиссаров СССР от 19 июля 1945 года Кулик Г. И. понижен в воинском звании до генерал-майора.

<…> Маршал Советского Союза Г. И. Кулик не смог ни командовать армией, ни выполнять обязанности представителя Ставки. И определялось это <…>недостаточной подготовкой, личными качествами. Он просто оказался не на месте.
— 

## Опала и расстрел
Летом 1945 года назначен заместителем командующего войсками Приволжского военного округа. 28 июня 1946 года отправлен в отставку.
Поводом послужили его жалобы на то, что его незаслуженно «затирают», а руководят «выскочки», а также критические отзывы в адрес Николая Булганина и Лаврентия Берии.
11 января 1947 года арестован. 24 августа 1950 года приговорён Военной коллегией Верховного суда СССР к расстрелу вместе с Героем Советского Союза генерал-полковником В. Н. Гордовым «по обвинению в организации заговорщической группы для борьбы с Советской властью». На суде заявил: «Мои показания, данные на предварительном следствии, являются ложными и полученными от меня незаконными методами следствия, от которых я полностью отказываюсь…» Дочь Андреевой-Горбуновой свидетельствовала, что слышала в Лефортове крик Кулика: «Скажите Сталину, что нас здесь бьют!…». Расстрелян 24 августа 1950 года. Место захоронения — могила невостребованных прахов № 3 крематория Донского кладбища. В память об этом там установлен памятник жертвам политических репрессий, на котором выбито имя Г. И. Кулика.
11 апреля 1956 года уголовное дело в отношении Кулика Г. И., Гордова В. Н. и осужденного 25 августа 1950 года по одному с ними делу генерал-майора Рыбальченко Ф. Т. было прекращено за отсутствием в их действиях состава преступления.
28 сентября 1957 года указом Президиума Верховного Совета СССР Г. И. Кулик был посмертно восстановлен в воинском звании Маршала Советского Союза, звании Героя Советского Союза и правах на государственные награды.

## Личная жизнь
1-й брак (с 1921) — Лидия Яковлевна Пауль, немка по происхождению. Познакомились они в Ростове-на-Дону, где он выздоравливал после ранения. Отец Лидии Яковлевны был зажиточным крестьянином — кулаком. Получив от Центральной Контрольной Комиссии ВКП(б) выговор «за контрреволюционную связь с мироедом», он развёлся с супругой.  В 1922 году у Кулика от первого брака родилась дочь Валентина. Со временем она вышла замуж за военного лётчика, Героя Советского Союза генерала А. С. Осипенко, который до того был женат на известной лётчице, также Герое Советского Союза Полине Осипенко.
2-й брак (с 1932) — Кира Ивановна Симонич (1904—1939?).  Они познакомились в 1930 году. Кира Ивановна (в первом браке Плавнек) была замужем за предпринимателем Ефимом Абрамовичем Шапиро, но ушла от мужа и вышла замуж за Кулика. По ее утверждению, ее отцом был обрусевший серб граф Иван Константинович Симонич (1870—1919), предводитель дворянства в Царстве Польском, который служил в царской контрразведке в Гельсингфорсе, за что и был расстрелян ВЧК в 1919 году. Та же участь постигла двух братьев Киры Ивановны — Константина и Сергея, расстрелянных органами ОГПУ и НКВД. Её мать, Мария Романовна Симонич (Сулдина; 1886-1962) и две сестры — Нина (1903-1997) и Александра (1905-1997) эмигрировали из СССР, а третья сестра, Татьяна, была замужем за художником М.Храпковским. Еще до брака с Г. И. Куликом, когда К. Симонич жила в Ленинграде, за ней была установлена слежка, потому что она, по мнению НКВД, «вела свободный образ жизни и была знакома с иностранцами». В сентябре 1939 года она была арестована прямо на улице недалеко от дома, в котором находилась квартира Г. Кулика, помещена в Сухановскую тюрьму, через месяц или полтора после задержания увезена на Лубянку и расстреляна в помещении НКВД в доме № 7 в Варсонофьевском переулке (без возбуждения уголовного дела). О её судьбе Г. И. Кулик так ничего и не узнал.
3-й брак. В октябре 1940 года Кулик женился на школьной подруге своей дочери Валентины — 18-летней Ольге Яковлевне Михайловской (1922—1974). Разница в возрасте между супругами составила 32 года. На свадьбе присутствовал Сталин. В 1943 году от брака с Ольгой Михайловской родилась дочь Наталия.

## Воинские звания
| Воинское звание         | Дата присвоения                                |
| ----------------------- | ---------------------------------------------- |
| Комкор                  | 20 ноября 1935 года                            |
| Командарм 2-го ранга    | 14 июня 1937 года                              |
| Командарм 1-го ранга    | 8 февраля 1939 года                            |
| Маршал Советского Союза | 7 мая 1940 года                                |
| Генерал-майор           | 17 марта 1942 года                             |
| Генерал-лейтенант       | 14 апреля 1943 года                            |
| Генерал-майор           | 19 июля 1945 года                              |
| Маршал Советского Союза | 28 сентября 1957 года (посмертно восстановлен) |

## Награды

### Награды СССР
- Герой Советского Союза (21.03.1940, медаль «Золотая Звезда» № 246)[7];
- Четыре ордена Ленина (03.01.1937, 22.02.1938, 21.03.1940[7], 21.02.1945[30]);
- Четыре ордена Красного Знамени (15.12.1919, 11.05.1921, 13.02.1930, 03.11.1944);
- Юбилейная медаль «XX лет Рабоче-Крестьянской Красной Армии» (22.02.1938);
- Медаль «За оборону Ленинграда» (1943);
- Медаль «За победу над Германией в Великой Отечественной войне 1941—1945 гг.» (1945)

### Награды Российской империи
- Георгиевский крест 4 степени

## Память
До 2016 г. село Коломацкое (до 1941 г. — Прасковеевка) Полтавского района Полтавской области называлось Куликово, в честь маршала Г. И. Кулика, который рос и учился в этом селе.
Решением сессии Полтавского городского совета от 5 октября 2010 года одна из улиц в Ленинском (ныне — Подольском) районе города была названа в честь Г. И. Кулика; в рамках проводимой на Украине политики декоммунизации 20 мая 2016 года улица переименована в честь Александра Маринеско.